# Christa Stubnick
Christa Stubnick, született Seliger (Gardelegen, 1933. december 12. – 2021. május 13.) olimpiai ezüstérmes német atléta, futó.

## Pályafutása
Az Egyesült Német Csapat tagjaként részt vett az 1956-os melbourne-i olimpiai játékokon, ahol ezüstérmesként zárta a 100, illetve a 200 méteres síkfutás döntőjét is. Mindkét számban az ausztrál Betty Cuthbert mögött és a szintén ausztrál Marlene Matthews előtt végzett. Tagja volt továbbá a német csapat négyszer százas váltójának is, a váltóval azonban csak hatodik lett.
1958-ban bronzérmet szerzett a stockholmi Európa-bajnokságon; 100 méteren harmadikként zárt Heather Armitage és Vera Krepkina mögött.
Pályafutása alatt több európai rekordot is felállított.

## Egyéni legjobbjai
- 100 méteres síkfutás – 11,5 (1956)
- 200 méteres síkfutás – 23,5 másodperc (1956)